# أبو العباس بن ولاد
أبو العباس بن ولاد التميمي من أئمة النحو في القرن الرابع الهجري، ولد بالفسطاط، وسمع النحو في صغره من أبيه ومشايخ الفسطاط ثم رحل إلى بغداد وأخذ عن الزجّاج وغيره، ثم عاد إلى مصر، وصار له فيها صيت طويل، واشتدت المنافسة بينه وبين أبي جعفر النحاس على رئاسة النحاة بها، وكثر أن جمع بينهما الولاة في مناظرات اشتد فيها الخلاف والشجار.
وهو من أسرة بني ولاد من تميم بالفسطاط تلك الأسرة ذات الباع الطويل في علوم اللغة. توفي ابن ولاد في عام 332 هـ.

## أهم مؤلفاته
- الانتصار لسيبويه على المبرد.
- المقصور والممدود وهو مرتب على حروف المعجم.